# Single numer jeden w roku 2003 (Japonia)
Notowanie Weekly Singles Chart (jap. 週間シングルチャート Shūkan Shinguru Chāto) przedstawia najlepiej sprzedające się single w Japonii. Publikowane jest ono przez magazyn Oricon Style, a dane kompletowane są przez Oricon w oparciu o cotygodniowe wyniki sprzedaży fizycznej singli. Poniżej znajdują się tabele prezentujące najpopularniejsze single w danych tygodniach w roku 2003.

## Oricon Weekly Singles Chart
| Data            | Singel                                                                                               | Wykonawca                          | Źródło |
| --------------- | --- | ---------------------------------- | ------ |
| 6 stycznia      | wstrzymanie publikacji                                                                               | wstrzymanie publikacji             | [ 1 ]  |
| 13 stycznia     | „UNTITLED 4 ballads”                                                                                 | Every Little Thing                 | [ 1 ]  |
| 20 stycznia     | „Chijō no hoshi/Headlight Talelight” (jap. 地上の星/ヘッドライト・テールライト)                      | Miyuki Nakajima                    | [ 1 ]  |
| 27 stycznia     | „Happy Life” (jap. ハッピーライフ)                                                                   | 175R                               | [ 1 ]  |
| 3 lutego        | „Kuki (STEM) ~Daimyō Asobi-hen~” (jap. 茎(STEM)〜大名遊ビ編〜)                                       | Ringo Shiina                       | [ 1 ]  |
| 10 lutego       | „COLORS”                                                                                             | Hikaru Utada                       | [ 1 ]  |
| 17 lutego       | „COLORS”                                                                                             | Hikaru Utada                       | [ 1 ]  |
| 24 lutego       | „Tsuki no shizuku” (jap. 月のしずく)                                                                 | RUI                                | [ 1 ]  |
| 3 marca         | „Asu eno tobira” (jap. 明日への扉)                                                                   | I WiSH                             | [ 1 ]  |
| 10 marca        | „Asu eno tobira” (jap. 明日への扉)                                                                   | I WiSH                             | [ 1 ]  |
| 17 marca        | „Sekai ni hitotsu dake no hana (Single Version)” (jap. 世界に一つだけの花（シングル・ヴァージョン）) | SMAP                               | [ 1 ]  |
| 24 marca        | „Sekai ni hitotsu dake no hana (Single Version)” (jap. 世界に一つだけの花（シングル・ヴァージョン）) | SMAP                               | [ 1 ]  |
| 31 marca        | „Sekai ni hitotsu dake no hana (Single Version)” (jap. 世界に一つだけの花（シングル・ヴァージョン）) | SMAP                               | [ 1 ]  |
| 7 kwietnia      | „IT’S SHOWTIME!!”                                                                                    | B’z                                | [ 1 ]  |
| 14 kwietnia     | „Sekai ni hitotsu dake no hana (Single Version)”                                                     | SMAP                               | [ 1 ]  |
| 21 kwietnia     | „Eien no BLOODS” (jap. 永遠のBLOODS)                                                                 | KinKi Kids                         | [ 1 ]  |
| 28 kwietnia     | „Sora ni utaeba” (jap. 空に唄えば)                                                                   | 175R                               | [ 1 ]  |
| 5 maja          | „AS FOR ONE DAY”                                                                                     | Morning Musume.                    | [ 1 ]  |
| 12 maja         | „Sakura” (jap. さくら)                                                                               | Naotarō Moriyama                   | [ 1 ]  |
| 19 maja         | „Sakura” (jap. さくら)                                                                               | Naotarō Moriyama                   | [ 1 ]  |
| 26 maja         | „Sakura” (jap. さくら)                                                                               | Naotarō Moriyama                   | [ 1 ]  |
| 2 czerwca       | „SUPER LOVER ~I need you tonight~”                                                                   | w-inds.                            | [ 1 ]  |
| 9 czerwca       | „Darling”                                                                                            | V6                                 | [ 1 ]  |
| 16 czerwca      | „HELLO”                                                                                              | Hyde                               | [ 1 ]  |
| 23 czerwca      | „KI”                                                                                                 | Kōshi Inaba                        | [ 1 ]  |
| 30 czerwca      | „Kokoro ni yume o kimi ni wa ai o/Gira☆Gira” (jap. 心に夢を君には愛を/ギラ☆ギラ)                     | KinKi Kids                         | [ 1 ]  |
| 7 lipca         | „Katteni Sindbad” (jap. 勝手にシンドバッド)                                                          | Southern All Stars                 | [ 1 ]  |
| 14 lipca        | „COSMIC RESCUE/Tsuyoku nare” (jap. COSMIC RESCUE/強くなれ)                                           | V6                                 | [ 1 ]  |
| 21 lipca        | „&”                                                                                                  | Ayumi Hamasaki                     | [ 1 ]  |
| 28 lipca        | „Yasei no ENERGY”                                                                                    | B’z                                | [ 1 ]  |
| 4 sierpnia      | „Namida no umi de dakaretai ~SEA OF LOVE~” (jap. 涙の海で抱かれたい 〜SEA OF LOVE〜)                 | Southern All Stars                 | [ 1 ]  |
| 11 sierpnia     | „Namida no umi de dakaretai ~SEA OF LOVE~” (jap. 涙の海で抱かれたい 〜SEA OF LOVE〜)                 | Southern All Stars                 | [ 1 ]  |
| 18 sierpnia     | „Ashita e kaeru/Us” (jap. アシタヘカエル/Us)                                                         | Chemistry                          | [ 1 ]  |
| 25 sierpnia     | „Hakka Candy” (jap. 薄荷キャンディー)                                                                | KinKi Kids                         | [ 1 ]  |
| 1 września      | „forgiveness”                                                                                        | Ayumi Hamasaki                     | [ 1 ]  |
| 8 września      | „Niji/Himawari/Sore ga subete sa” (jap. 虹/ひまわり/それがすべてさ)                                  | Masaharu Fukuyama                  | [ 1 ]  |
| 15 września     | „Niji/Himawari/Sore ga subete sa” (jap. 虹/ひまわり/それがすべてさ)                                  | Masaharu Fukuyama                  | [ 1 ]  |
| 22 września     | „Niji/Himawari/Sore ga subete sa” (jap. 虹/ひまわり/それがすべてさ)                                  | Masaharu Fukuyama                  | [ 1 ]  |
| 29 września     | „Niji/Himawari/Sore ga subete sa” (jap. 虹/ひまわり/それがすべてさ)                                  | Masaharu Fukuyama                  | [ 1 ]  |
| 6 października  | „Niji/Himawari/Sore ga subete sa” (jap. 虹/ひまわり/それがすべてさ)                                  | Masaharu Fukuyama                  | [ 1 ]  |
| 13 października | „AMBITIOUS JAPAN!”                                                                                   | Tokio                              | [ 1 ]  |
| 20 października | „Imitation Gold” (jap. イミテイション・ゴールド)                                                     | Tak Matsumoto featuring Mai Kuraki | [ 1 ]  |
| 27 października | „BEAUTIFUL DREAMER/STREET LIFE”                                                                      | Glay                               | [ 1 ]  |
| 3 listopada     | „Hokōsha yūsen/Nō"” (jap. 歩行者優先/濃)                                                             | Yuzu                               | [ 1 ]  |
| 10 listopada    | „Long Road”                                                                                          | w-inds.                            | [ 1 ]  |
| 17 listopada    | „No way to say”                                                                                      | Ayumi Hamasaki                     | [ 1 ]  |
| 24 listopada    | „Yumemonogatari” (jap. 夢物語)                                                                       | Tackey & Tsubasa                   | [ 1 ]  |
| 1 grudnia       | „Tenohira/Kurumi” (jap. 掌/くるみ)                                                                   | Mr. Children                       | [ 1 ]  |
| 8 grudnia       | „Tenohira/Kurumi” (jap. 掌/くるみ)                                                                   | Mr. Children                       | [ 1 ]  |
| 15 grudnia      | „Lack” (jap. ラック)                                                                                 | Porno Graffitti                    | [ 1 ]  |
| 22 grudnia      | „Yorokobi no uta” (jap. ヨロコビノウタ)                                                              | MONGOL800                          | [ 1 ]  |
| 29 grudnia      | „Yorokobi no uta” (jap. ヨロコビノウタ)                                                              | MONGOL800                          | [ 1 ]  |